# Stepenitztal
Stepenitztal ist der Name einer Gemeinde im Landkreis Nordwestmecklenburg in Mecklenburg-Vorpommern. Sie gehört dem Amt Grevesmühlen-Land an, das eine Verwaltungsgemeinschaft mit der Stadt Grevesmühlen bildet und dort auch seinen Verwaltungssitz hat.

## Geografie

### Lage
Das Amtsgebiet der Gemeinde liegt unmittelbar östlich der Großstadt Lübeck und gehört zur Metropolregion Hamburg. Namensgeber der Gemeinde ist der Fluss Stepenitz.

### Ortsteile
Stepenitztal besteht aus folgenden 16 Ortsteilen:
| - Blüssen - Bonnhagen - Börzow - Gostorf - Hanstorf - Hof Mummendorf - Kirch Mummendorf - Mallentin | - Neu Greschendorf - Papenhusen - Rodenberg - Roxin - Rüschenbeck - Schmachthagen - Teschow - Volkenshagen |

## Geschichte

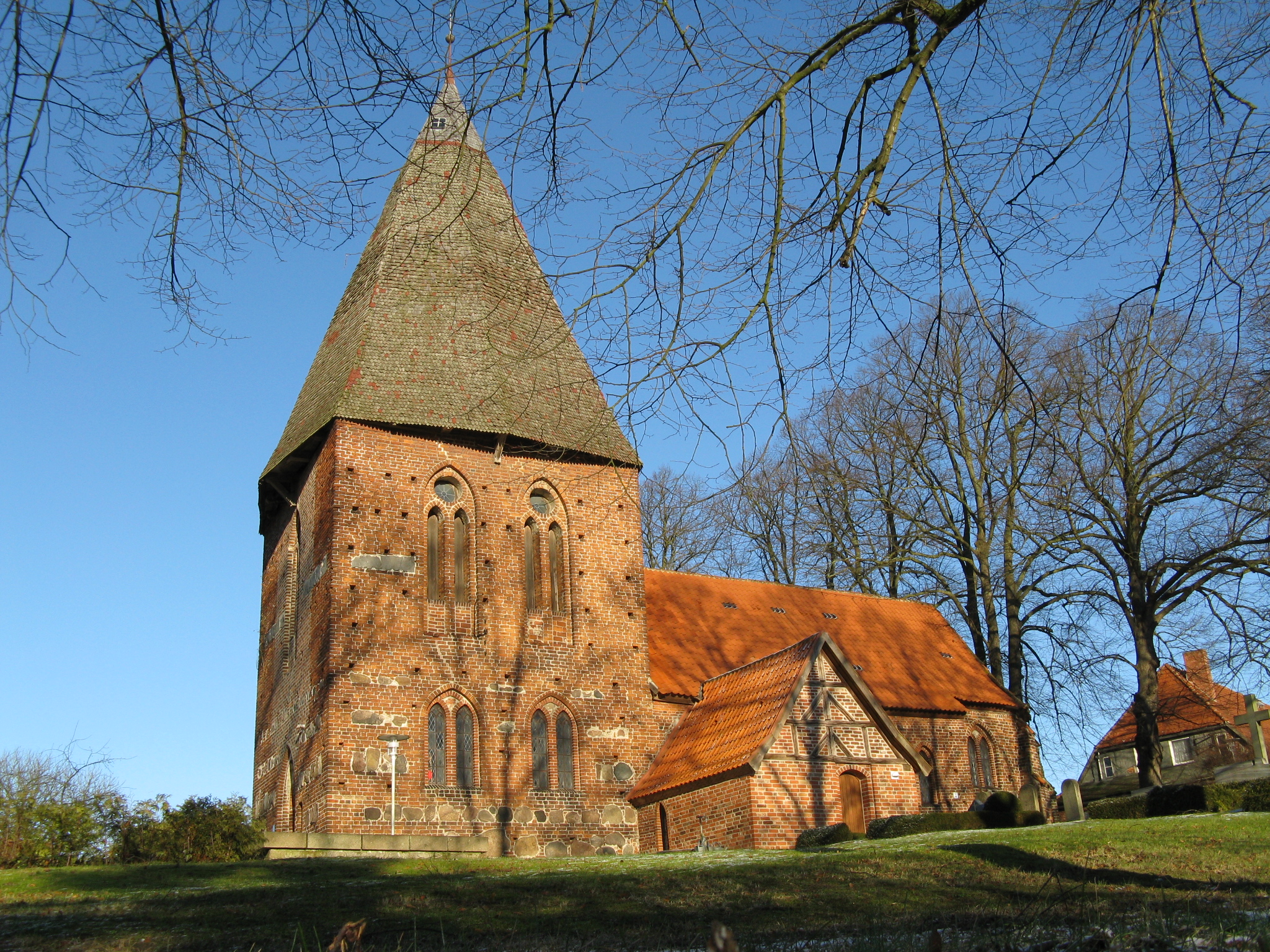
Kirche Börzow

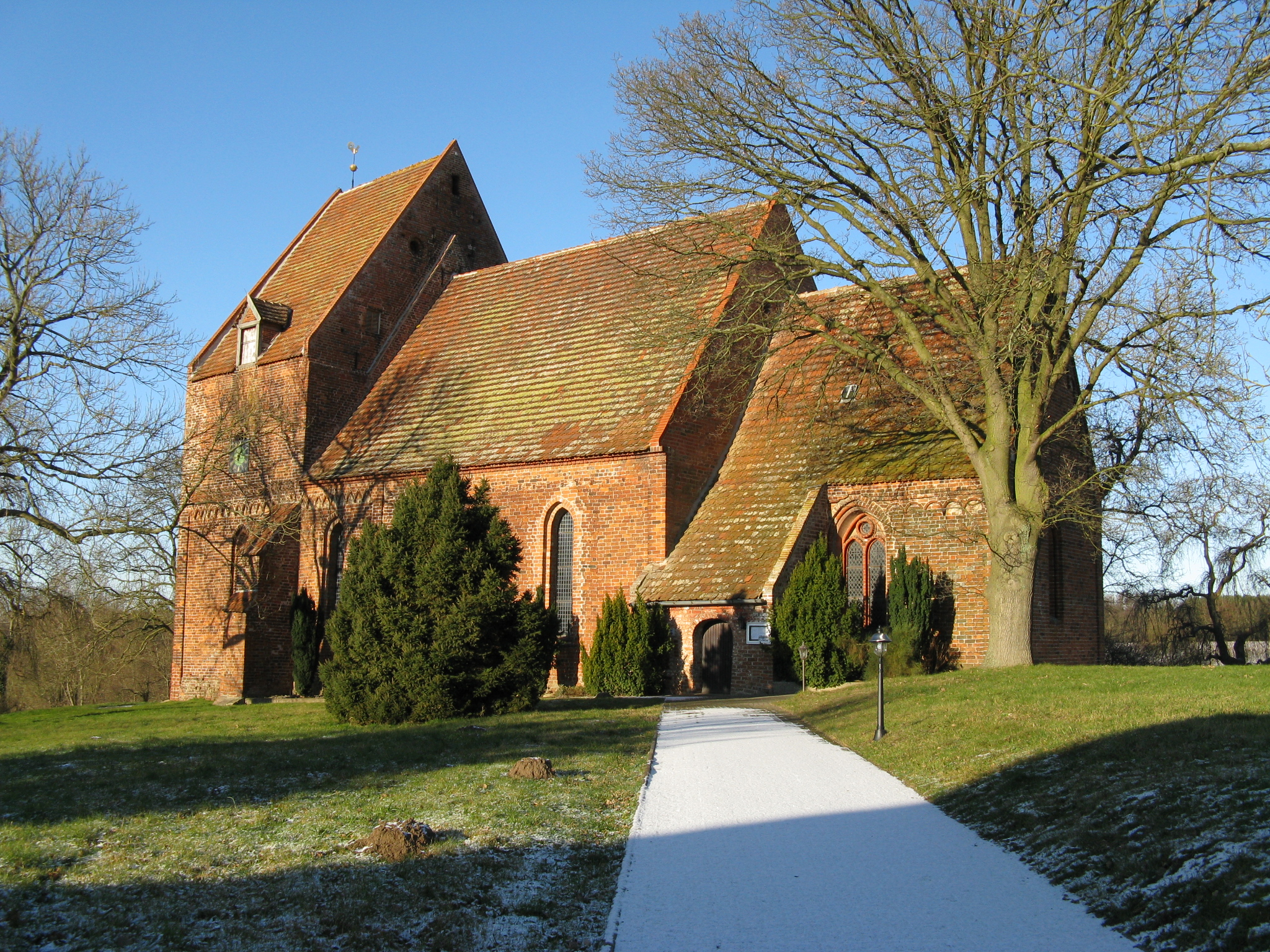
Kirche Kirch Mummendorf

Die Gemeinde entstand aus dem Zusammenschluss der Gemeinden Börzow, Mallentin und Papenhusen am 25. Mai 2014.
Blüssen wurde erstmals am 16. Oktober 1346 urkundlich erwähnt.
Börzow wurde 1230 im Ratzeburger Zehntregister erwähnt und gehörte zu Mummendorf und war dann ab um 1299 eigenständiges Kirchdorf, seit 1371 im Eigentum von Kloster Reinfeld und wurde 1582 Landesdomäne. Die kleine Dorfkirche Börzow stammt aus der Mitte des 15. Jahrhunderts.
Gostorf wurde erstmals 1230 als Villa Gozwini (Dorf des Gozwin) im Ratzeburger Zehntregister erwähnt. 1404 heißt der Ort Gosenstorpe und 1519 Gustorpp. 1773 wurde es ein Domanialdorf des Landes. Ab etwa 1820 gab es eine Schule.
Kirch Mummendorf wurde 1230 und 1234 erstmals urkundlich erwähnt und war ein Kirchendorf. Die frühgotische Backsteinkirche Kirch Mummendorf stammt aus der zweiten Hälfte des 13. Jahrhunderts und wurde vielfach umgebaut.
Papenhusen wurde als Poppenthorp erstmals 1230 im Ratzeburger Zehntregister erwähnt. Freie Bauern bewirtschafteten das Land.
Rodenberg wurde im Ratzeburger Zehntregister von 1230 als Rodenberge erstmals urkundlich erwähnt. Gutsbesitzer war die Familie von Bülow (ab 1341) und ab 1376 Tafelgut vom Bistum Ratzeburg, in dem freie Bauern das Land bewirtschafteten.

## Bevölkerung
| Jahr | Einwohner |
| ---- | --------- |
| 2014 | 1728      |
| 2015 | 1760      |
| 2020 | 1707      |

| Jahr | Einwohner |
| ---- | --------- |
| 2021 | 1742      |
| 2022 | 1704      |
| 2023 | 1701      |

Stand: 31. Dezember des jeweiligen Jahres

## Politik

### Gemeindevertretung
Die Gemeindevertretung von Stepenitztal besteht aus 12 Mitgliedern. Die Kommunalwahl am 9. Juni 2024 führte bei einer Wahlbeteiligung von 67,3 % zu folgendem Ergebnis:
| Partei / Wählergruppe               | Stimmenanteil 2019 | Sitze 2019 |  | Stimmenanteil 2024 | Sitze 2024 |
| ----------------------------------- | ------------------ | ---------- |  | ------------------ | ---------- |
| CDU                                 | 53,3 %             | 7          |  | 54,6 %             | 7          |
| Wählergruppe Stepenitztal (WGS)     | 35,8 %             | 4          |  | 32,0 %             | 4          |
| Einzelbewerber Peter Jacob Wartmann | 04,8 %             | 1          |  | 07,2 %             | 1          |
| Einzelbewerber Mathias Peters       | –                  | –          |  | 04,0 %             | –          |
| Einzelbewerber Winfried Schulze     | 02,4 %             | –          |  | 02,2 %             | –          |
| Die Linke                           | 03,7 %             | –          |  | –                  | –          |
| Insgesamt                           | 100 %              | 12         |  | 100 %              | 12         |

### Bürgermeister
- 2014–2024: Peter Koth (CDU)[6]
- seit 2024: Ulf Stegmann (CDU)

Am 26. Mai 2019 wurde Koth ohne Gegenkandidat mit 82,9 % der gültigen Stimmen wiedergewählt.
Bei der Bürgermeisterwahl am 9. Juni 2024 wurde Stegmann ohne Gegenkandidat mit 86,7 % der gültigen Stimmen zu seinem Nachfolger gewählt. Seine Amtszeit beträgt fünf Jahre.

### Wappen
Die Gemeinde verfügt seit dem 22. Oktober 2020 über ein amtliches Wappen. Es wurde vom Heraldiker Karl-Heinz Steinbruch entworfen und vom Innenminister genehmigt. Das Wappen der Gemeinde wird in der Wappengenehmigung wie folgt beschrieben: In Gold ein grüner Wellengöpel, vorn eine grüne Getreidegarbe, hinten ein grüner Buchenzweig mit drei Blättern, unten ein grüner Fisch. Die vorn stehende grüne Getreidegarbe steht für die Landwirtschaft, hinten der grüne Buchenzweig mit drei Blättern, symbolisierend für die drei 2014 zusammengeschlossenen Gemeinden und unten der grüne Fisch für den Fischreichtum von Stepenitz und Radegast.

### Dienstsiegel
Die Gemeinde verfügt über kein amtlich genehmigtes Hoheitszeichen, weder Wappen noch Flagge. Als Dienstsiegel wird das kleine Landessiegel mit dem Wappenbild des Landesteils Mecklenburg geführt. Es zeigt einen hersehenden Stierkopf mit abgerissenem Halsfell und Krone und der Umschrift „GEMEINDE STEPENITZTAL • LANDKREIS NORDWESTMECKLENBURG“.

## Sehenswürdigkeiten
- Dorfkirche Börzow
- Dorfkirche Kirch Mummendorf
- Bauernhaus in Rüschenbeck

## Persönlichkeiten
- Adolf von Bassewitz (1774–1838), Besitzer von Gut Mummendorf
- Wilhelm Lenschow (1878–1937), Architekt, in Blüssen geboren
- Rudolf Hartmann (1885–1945), Schriftsteller, lebte in Blüssen
- Willy Kolz (1887–1942), Pädagoge, in Börzow geboren
- Fritz Fey (* 1940), Kameramann und Gründer des Theaterfigurenmuseums in Lübeck, lebt in Papenhusen